# Radio France
Radio France – francuski publiczny nadawca radiowy, finansowany z budżetu państwa. Siedziba znajduje się w Paryżu, w Maison de Radio France. 
Rozgłośnie należące do Radio France:
- France Inter
- France Culture
- France Musique
- France Info
- France Bleu (31 lokalnych stacji radiowych)
- France Vivace
- Le Mouv'
- FIP

Utworzony w 1975 roku międzynarodowy program Radio France Internationale (RFI), obecnie nie działa już w strukturach Radio France.